# Мазин, Виктор Иванович
Виктор Иванович Мазин (18 июня 1954, Читинская область — 8 января 2022, Минусинск, Красноярский край) — советский тяжелоатлет, олимпийский чемпион (1980), чемпион мира, заслуженный мастер спорта СССР (1980).

## Биография
Жил в Шахтинске, окончив ГПТУ № 168, работал на шахте.
Спортом увлекался с детства, занимался классической борьбой, играл в баскетбол, футбол. Желая стать сильнее, перешёл в тяжелую атлетику. Тренировался у Николая Николаевича Снегурова, в честь которого назвал сына.
Участвуя лишь во всесоюзных соревнованиях, победил в розыгрыше Кубка СССР 1978 года, занял 2-е место на VII летней Спартакиаде народов СССР и стал чемпионом страны в 1980 году. В олимпийскую сборную СССР был включен перед самой Олимпиадой, установив мировой рекорд в рывке.
Рано закончил занятия спортом.
Проживал в Красноярском крае, Идринском районе, село Салба.
Умер 8 января 2022 года в Минусинске.

## Результаты

### Соревнования
| Год  | Соревнование | Место проведения | Результат | Сумма, кг | Рывок + толчок |
| 1980 | ОИ (ЧМ)      | Москва           | чемпион   | 290       | 130 + 160      |
|      |              |                  |           |           |                |

| Год  | Место проведения | Результат | Сумма, кг | Рывок + толчок |
| 1979 | Ленинград        | 2-е место | 282,5     | 125 + 157,5    |
| 1980 | Москва           | чемпион   | 292,5     | 131 + 162,5    |
| 1981 | Новосибирск      | 2-е место | 290       | 127,5 + 162,5  |

### Рекорды
В 1980—1981 установил 7 мировых рекордов и 8 рекордов СССР.